# LAT Nitrogen Linz
Die LAT Nitrogen Linz GmbH ist ein Hersteller von stickstoffbasierten Produkten auf dem Markt für Pflanzennährstoffe und Industriechemikalien, sie ist ein Tochterunternehmen der LAT Nitrogen Austria GmbH. Die gesamte LAT Nitrogen mit all ihren Unternehmen ist Teil der Agrofert Konzerngruppe und entstand aus den ehemaligen Österreichischen Stickstoffwerken, die später unter dem Namen Chemie Linz AG bekannt wurden.
LAT Nitrogen Linz veredelt Erdgas zu hochwertigen Rohstoffen für Landwirtschaft und Industrie. Die Hauptprodukte des Unternehmens sind Melamin, Düngemittel und technische Stickstoffprodukte. Melamin wird weltweit vertrieben und findet hauptsächlich in der Holzwerkstoffindustrie, insbesondere bei der Herstellung von Laminaten und Spanplatten, Anwendung.
Es zählt mit einem jährlichen Ausstoß von 705 651 t CO2-Äquivalenten (2018) zu den größten Verursachern von Treibhausgasen in Österreich. Um in Zukunft CO2-armen, „Grünen Wasserstoff“ in seiner Produktion zu nutzen, hat LAT Nitrogen 2024 die Unternehmensallianz Hydrogen Import Alliance Austria (HIAA) mit gegründet, die den Aufbau einer österreichischen Wasserstoff-Importwirtschaft verfolgt. Weitere Mitglieder der HIAA sind AMAG Austria Metall, Gas Connect Austria, OMV, RHI Magnesita, VERBUND, voestalpine und Wiener Stadtwerke.

## Standorte
Die LAT Nitrogen Linz liegt im Chemiepark Linz, wo sich in direkter Nachbarschaft andere Unternehmen der chemischen Industrie befinden. In Linz betreibt das Unternehmen Anlagen für Düngemittel, Melamin und technische Stickstoffprodukte (TEN). Jährlich werden vor Ort rund 1,5 Millionen Tonnen Pflanzennährstoffe und 450.000 Tonnen technische Stickstoffprodukte hergestellt. Die Produktionskapazität von Melamin beträgt in Linz rund 54.000 Tonnen pro Jahr. Gemeinsam mit der Melaminproduktion am Standort Piesteritz (D) ist LAT Nitrogen der zweitgrößte Melamin-Hersteller in Europa mit einer Gesamtkapazität von 140.000 Jahrestonnen.

## Geschichte
Kurz nach dem Anschluss Österreichs an das Deutsche Reich führte Hermann Göring 1938 den Spatenstich für die Eisenwerke Oberdonau am Ostrand von Linz durch. Nördlich an das Stahlwerk angrenzend wurden am 5. Juli 1939 die „Stickstoffwerke Ostmark AG“ gegründet. Ein Kernprodukt ist 26 % Ammoniumnitrat (mit Kalk, Markenname (später) Nitramoncal 26%) als Stickstoffdünger für die Landwirtschaft. Ammoniak wird zu Salpetersäure oxidiert, Ammoniak und Salpetersäure zum Ammonnitrat neutralisiert, unter Vakuum mit Kalkstaub eingedickt und heiß in rotierenden Trommeln granuliert. Für die Ammoniaksynthese braucht es Stickstoff aus der Luftzerlegung nach Linde (der Sauerstoff geht mitunter ins Stahlwerk) und Wasserstoff aus der Kokerei des Stahlwerks.
Der Betrieb des Stahlwerkes wurde mit Kriegsende am 5. Mai 1945 eingestellt.
Am 6. April 1946 wurde das Unternehmen in „Österreichische Stickstoffwerke AG“ umbenannt und am 26. Juli 1946 durch die Republik Österreich übernommen (Verstaatlichungsgesetz).
1973 erfolgte die Umbenennung in „Chemie Linz AG“, ein Jahr später wurde mit dem Bau eines zweiten Großwerkes in Enns begonnen.
In den späten 1980er Jahren lagerte das Unternehmen wegen seiner schlechten Ergebnis- und Finanzlage Unternehmensbereiche als Tochtergesellschaften aus (Chemie Linz, Agrolinz, CL Pharma), als Klammer wird die Chemie Holding AG gebildet.
1990 verkaufte Austrian Industries AG die Chemie Holding an die ÖMV AG, die Chemie Holding erwarb in Italien das Melamin-Unternehmen Ausind S.p.A., das bis 1994 unter Chemie Linz Italia (Castellanza) S.r.l. firmierte (heute: Agrolinz Melamin Italia S.r.l.). Der norwegische Konzern Hafslund Nycomed übernahm 55 % der CL Pharma AG (1991: 100 %)
1991 wurde die Chemie Holding AG in eine GmbH umgewandelt und fusionierte mit der Chemie Linz Ges.m.b.H.; „Agrolinz Agrarchemikalien Ges.m.b.H.“ ist somit hundertprozentige Tochter der Chemie Linz Ges.m.b.H., die als Leitgesellschaft des Leistungsbereichs Chemie der ÖMV AG fungierte.
1993 wurde die Agrolinz Agrarchemikalien Ges. m. b. H. mit der Chemie Linz Ges.m.b.H. als aufnehmende Gesellschaft verschmolzen.
1994 wurde die Chemie Linz in Agrolinz Melamin GmbH umbenannt, nachdem der Teilbetrieb „Feinchemikalien“ in die Chemie Linz GmbH ausgegliedert worden war.
1996 kaufte der holländische Konzern DSM N.V. die Chemie Linz GmbH (vormals Teilbereich Feinchemikalien) und benannte sie in „DSM Chemie Linz GmbH“ bzw. in „DSM Fine Chemicals“ (1999) um.
2003 wurde die Agrolinz Melamin GmbH in AMI Agrolinz Melamine International GmbH umbenannt.
2005 verkaufte die OMV 50 % ihrer Anteile an die IPIC, die selbst mit 17,6 % an der OMV beteiligt ist.

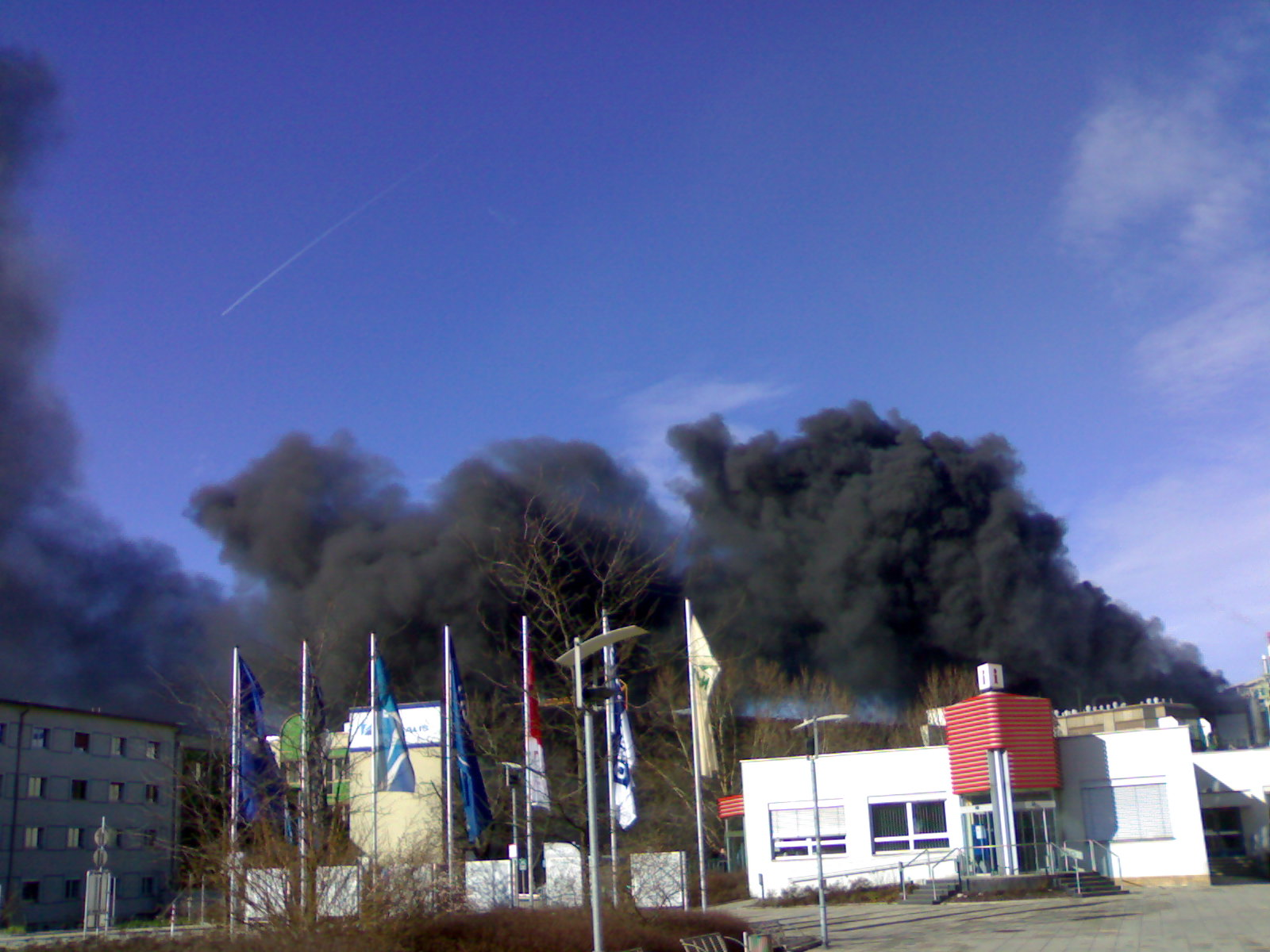
Starke Rauchentwicklung beim Brand der NPK-Düngemittel-Anlage 2007

Bei einer schweren Explosion im Bereich der Ammoniakanlage kamen zwei Menschen ums Leben, und ein weiterer Arbeiter wurde schwer verletzt.
Die Verkaufsgerüchte verdichteten sich 2007, die OMV und die IPIC wollten ihre jeweils 50 % Anteile an die Firma Borealis verkaufen. (Die Firma IPIC besitzt 65 % und die Firma OMV 35 % an der Borealis.)
Am 14. Februar 2007 kam es gegen 13:30 Uhr in der NPK (Odda)-Anlage zu einem Brand mit starker Rauchentwicklung.
Anfang März 2007 wurde die Schließung der Melaminproduktion in Castellanza (Italien) bekanntgegeben.
Am 18. Juni 2007 nahmen Vertreter der AMI im Wiener Rathaus im Beisein von Bundeskanzler Alfred Gusenbauer den Schweighofer-Innovationspreis (Dotierung: 25.000 Euro) für Holzprodukte für das Gemeinschaftsprojekt der AMI mit dem Kompetenzzentrum Holz GmbH (Wood Kplus) für „Hiperwood – Extrudierbarer Holz-Duroplast-Verbundwerkstoff auf Melaminbasis“ entgegen.
Am 3. Februar 2022 wurde der Verkauf des  Geschäftsbereichs Düngemittel, Melamin und Stickstoff in der zweiten Jahreshälfte 2022 an den Düngemittelhersteller EuroChem angekündigt. Dieser Verkauf kam jedoch nicht zustande.

## Produktionsanlagen

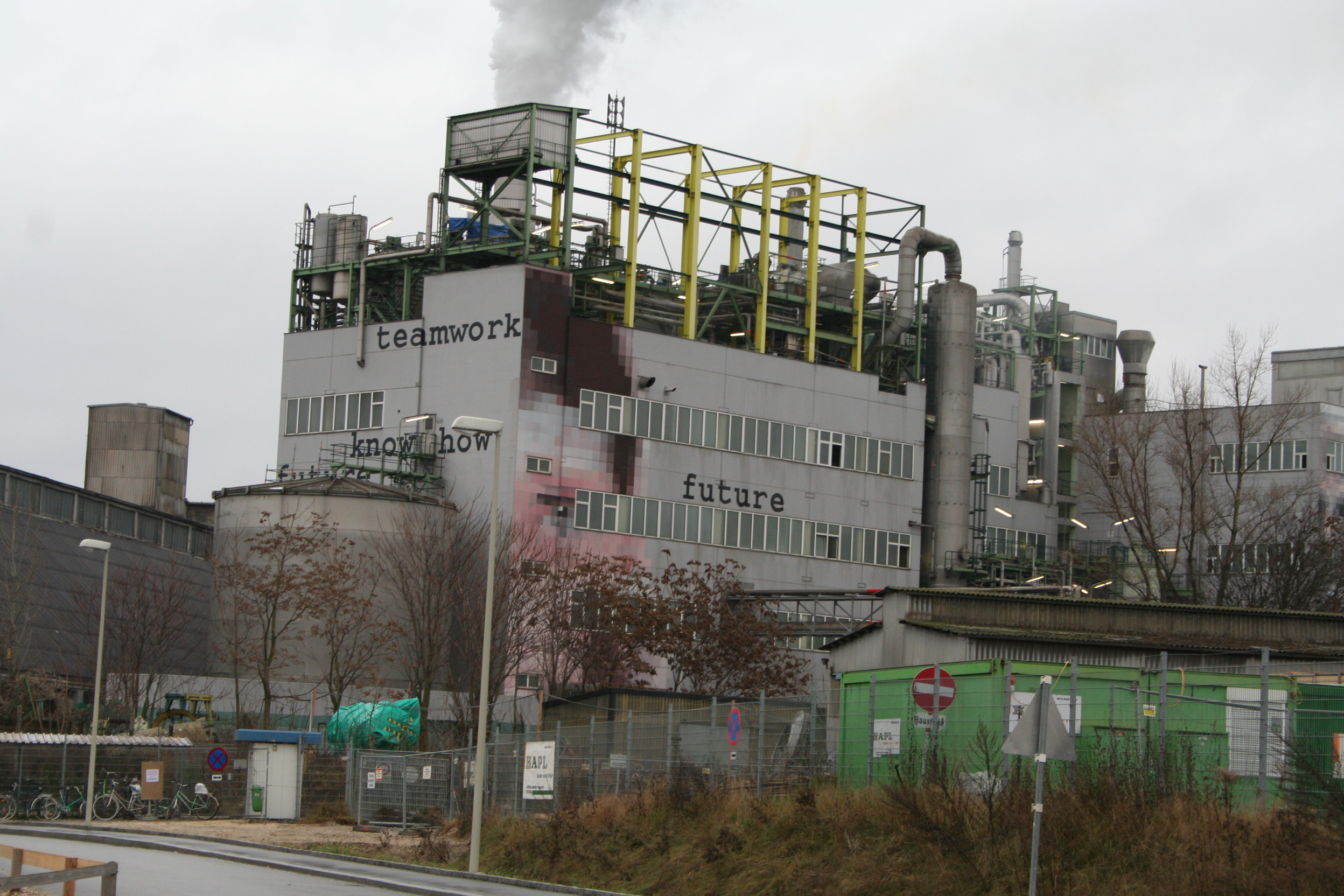
Düngemittelproduktion (Odda-Anlage)
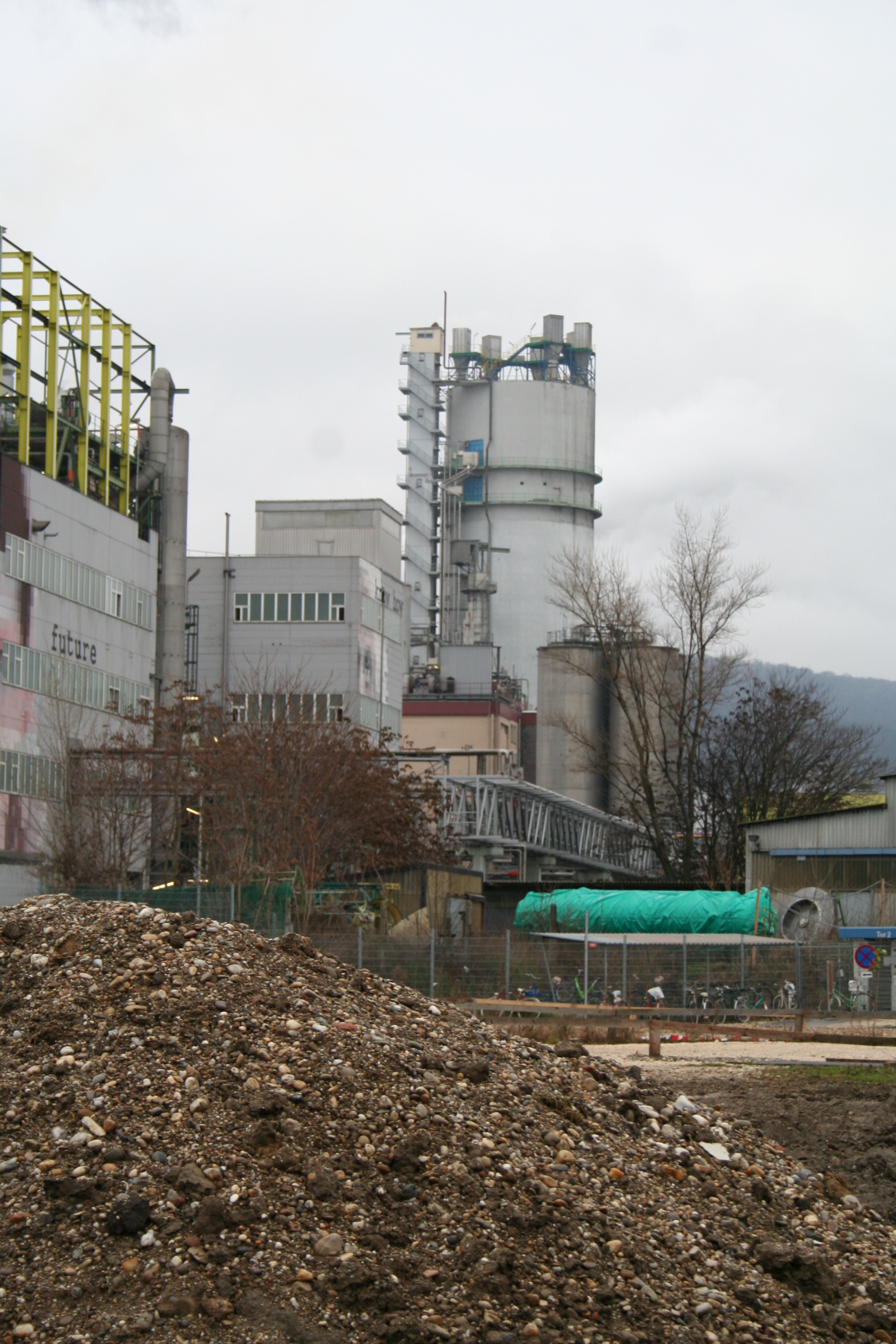
Prillturm der Harnstoffanlage
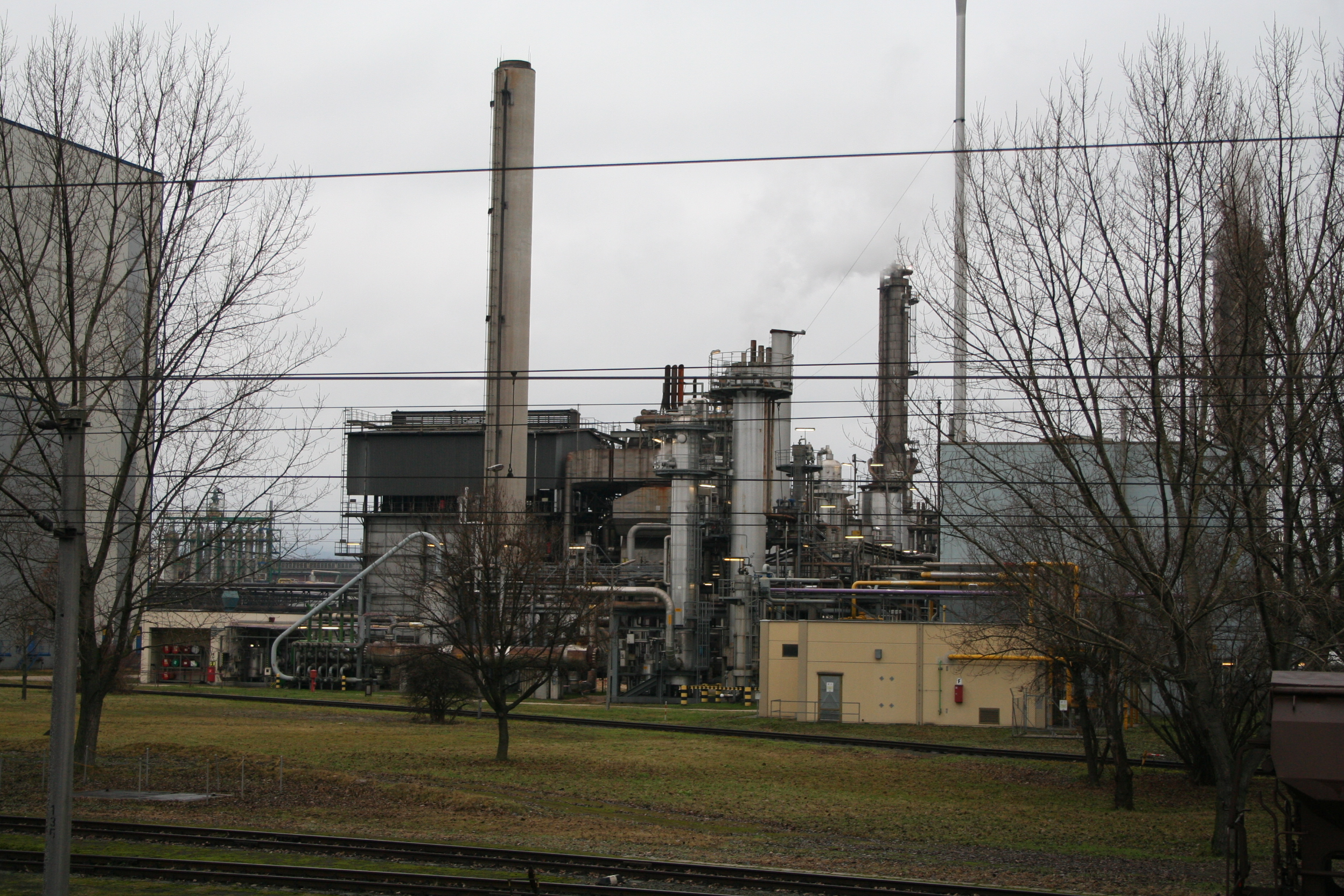
Ammoniakanlage 1 (Single Train Anlage)
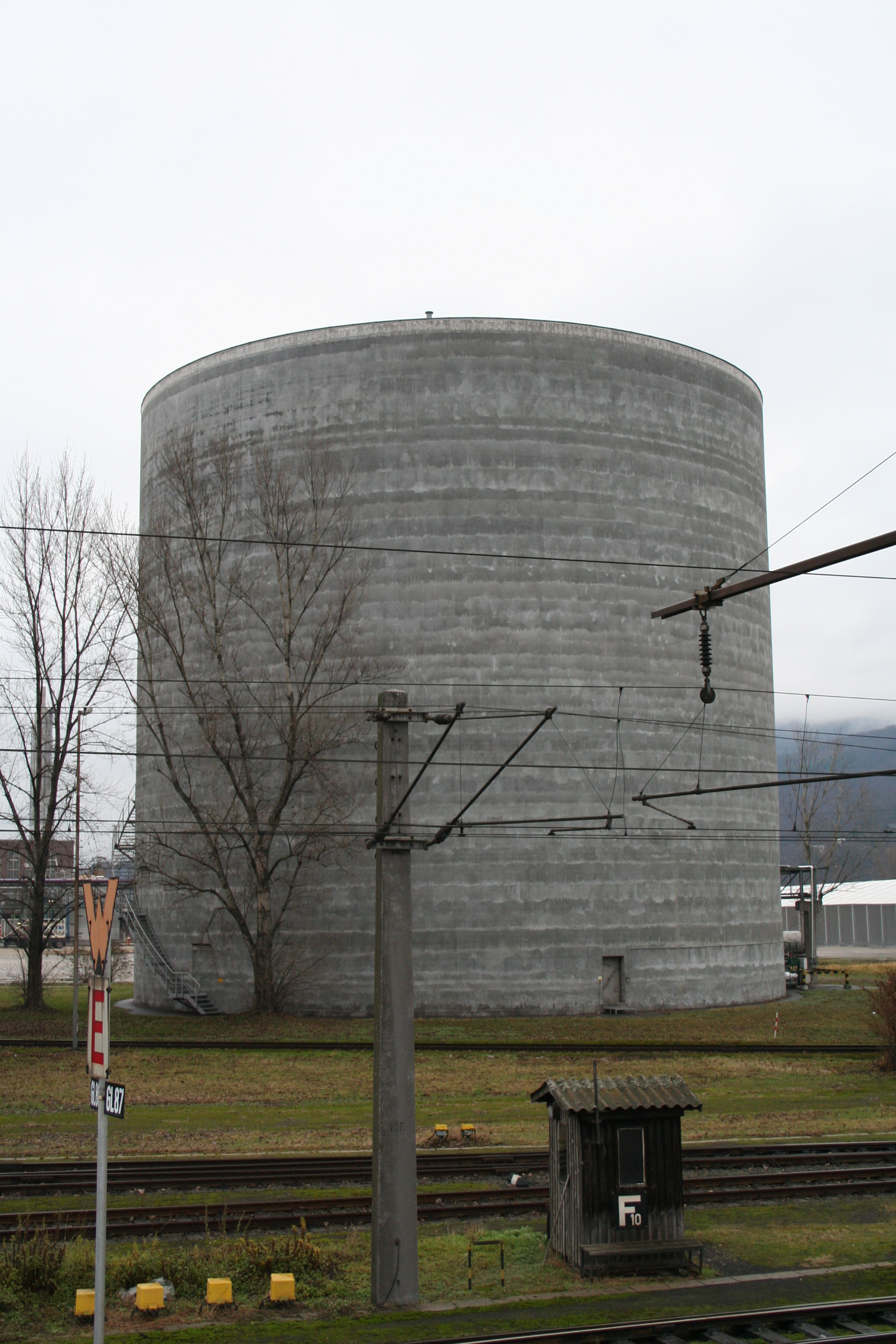
Ammoniaktank
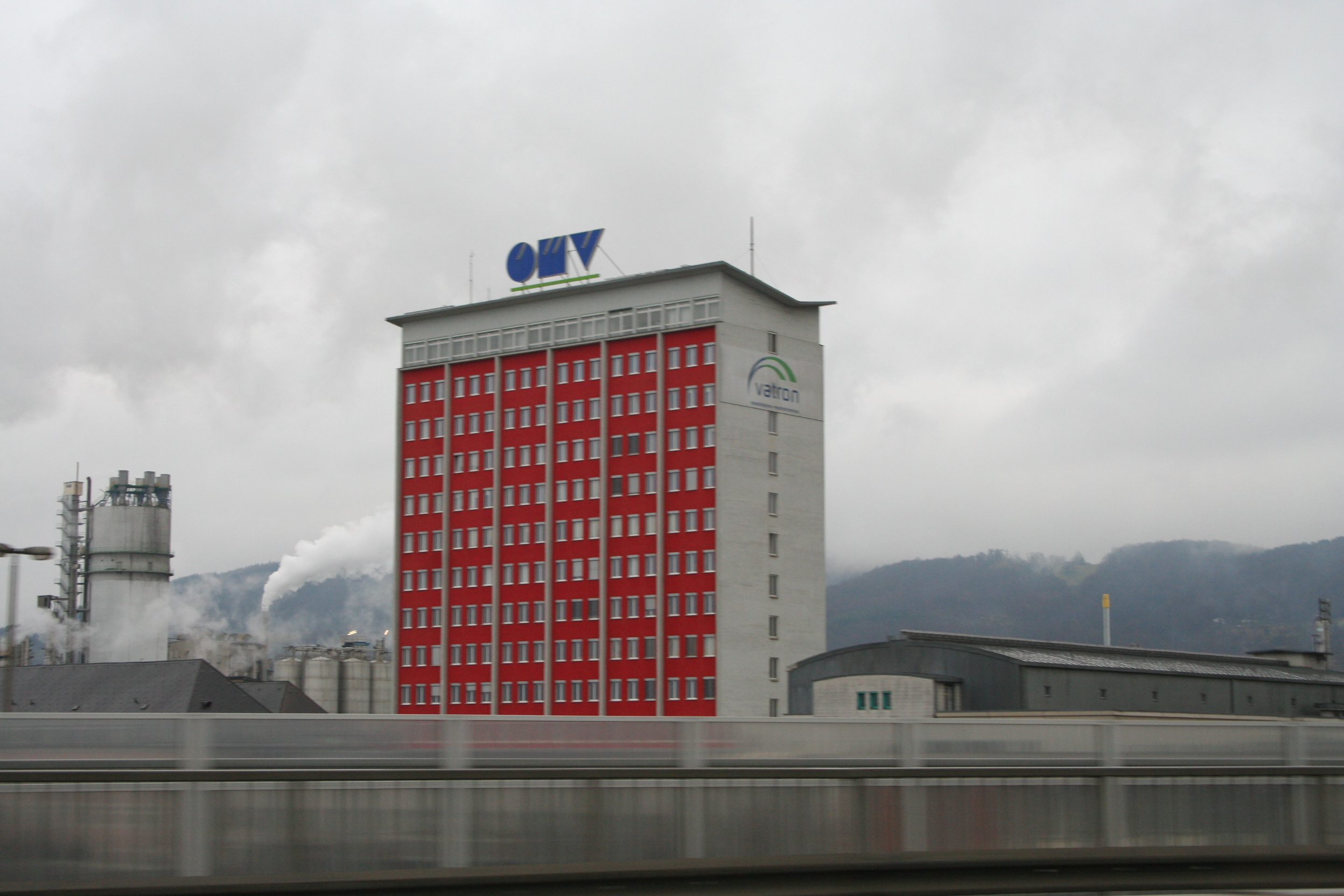
Bürogebäude des Chemieparks Linz
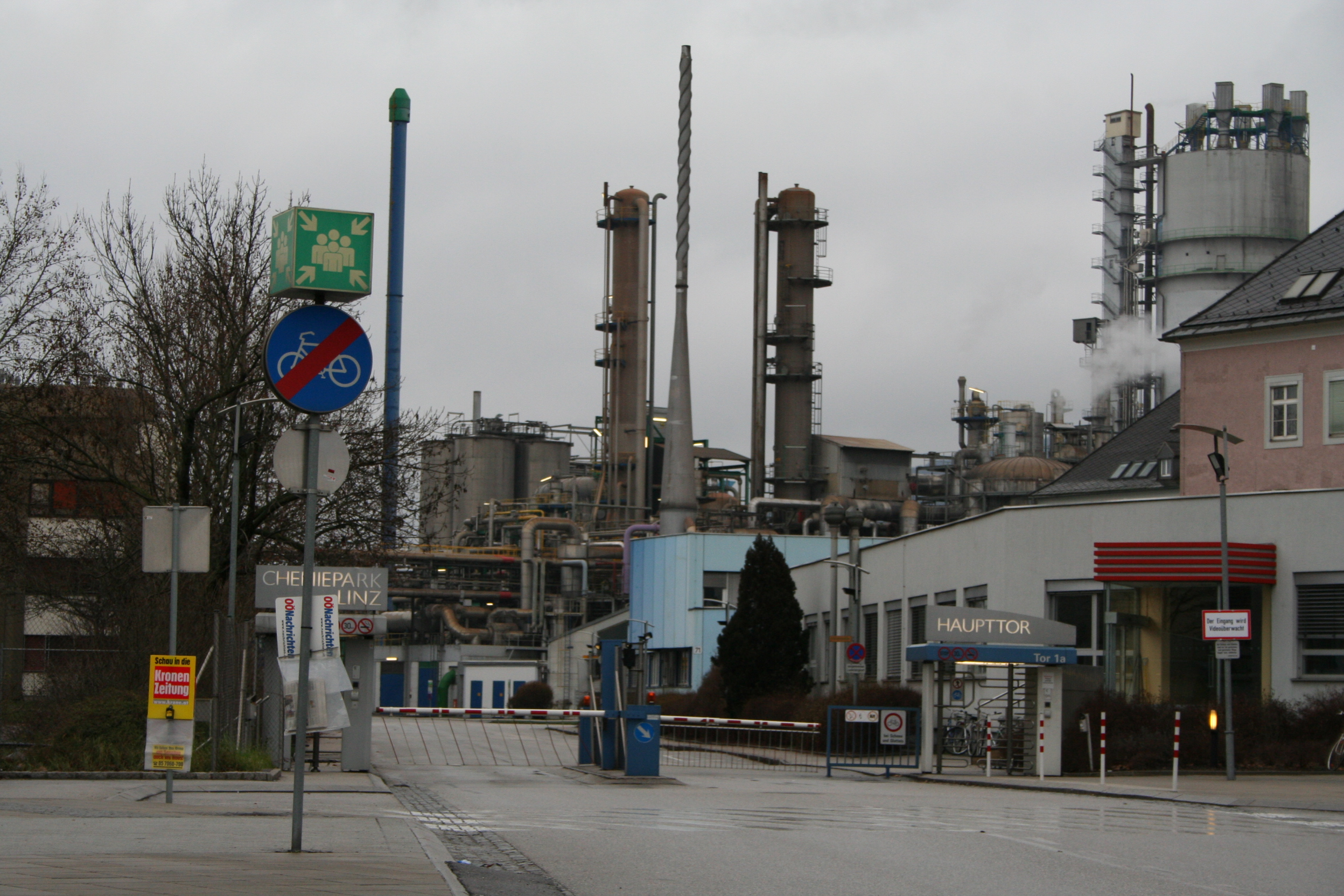
Einfahrt in den Chemiepark Linz, im Hintergrund die Melaminanlagen 2/3/4 und der Prillturm der Harnstoffanlage

## Informationen zu den Produktionsanlagen
- Wasseraufbereitungsanlage

siehe Kesselspeisewasseraufbereitung
- Ammoniakanlage 1 (Single Train Anlage)

nach dem Haber-Bosch-Verfahren
- Ammoniakanlage 2 (Druckvergasung)

nach dem Haber-Bosch-Verfahren
- Salpetersäureanlage E

nach dem Ostwaldverfahren
- Salpetersäureanlage F
- Düngemittelanlage NPK nach dem ODDA-Verfahren
- Düngemittelanlage KAS
- Harnstoffanlage
- Melaminanlage 4

Anlage läuft nach dem AMG-Niederdruckverfahren
- Melaminanlage 5

Anlage läuft nach dem AMG-Hochdruckverfahren

## Schichtbetrieb
Im Werk Linz wird rund um die Uhr in achtstündigen Schichten gearbeitet. In Linz wird das sogenannte 5er-Schicht-System verwendet.
Zur Schichtwechsel-Zeit fahren zahlreiche so genannte „Schichtbusse“ von der Bushaltestelle Chemiepark in die Linzer Umlandgemeinden, wobei an den Haltestellen, von denen mehrere auch bereits in Linz liegen, auch Nicht-Mitarbeiter zu üblichen Preisen zu- und aussteigen können.